# The Prize of Peril
„The Prize of Peril” este o povestire științifico-fantastică scrisă de autorul american Robert Sheckley. A apărut inițial în revista The Magazine of Fantasy and Science Fiction din mai 1958 și apoi a fost publicată în colecția de povestiri Store of Infinity (1960). 

## Adaptări
Povestea a fost adaptată în filmul german de televiziune din 1970 Das Millionenspiel și în filmul franțuzesc din 1983, Le Prix du Danger.